# Milcza (rejon wilejski)
Milcza (biał. Мільча; ros. Мильча) – wieś na Białorusi, w obwodzie mińskim, w rejonie wilejskim, w sielsowiecie Dołhinów.

## Historia
W czasach zaborów w powiecie wilejskim, w guberni wileńskiej Imperium Rosyjskiego.
W latach 1921–1945 wieś leżała w Polsce, w województwie wileńskim, w powiecie wilejskim, w gminie Dołhinów.
Według Powszechnego Spisu Ludności z 1921 roku zamieszkiwało tu 535 osób, 10 było wyznania rzymskokatolickiego, 506 prawosławnego a 19 mojżeszowego. Jednocześnie 23 mieszkańców zadeklarowało polską, 512 białoruską przynależność narodową. Były tu 94 budynki mieszkalne. W 1931 w 100 domach zamieszkiwały 602 osoby.
Wierni należeli do parafii rzymskokatolickiej w Dołhinowie i miejscowej prawosławnej. Miejscowość podlegała pod Sąd Grodzki w Dołhinowie i Okręgowy w Wilnie; właściwy urząd pocztowy mieścił się w Dołhinowie.
W okresie międzywojennym umiejscowiona była tu strażnica KOP „Milcza”. W 1932 roku obsada strażnicy zakwaterowana była w budynku KOP.
W wyniku napaści ZSRR na Polskę we wrześniu 1939 miejscowość znalazła się pod okupacją sowiecką. 2 listopada została włączona do Białoruskiej SRR. Od czerwca 1941 roku pod okupacją niemiecką. W 1944 miejscowość została ponownie zajęta przez wojska sowieckie i włączona do Białoruskiej SRR.
W latach 1940 – 1977 stolica sielsowietu Milcza.
Od 1991 w składzie niepodległej Białorusi.